# Ивана Спаня
Ивàна Спàня (на италиански: Ivana Spagna; * 16 декември 1954 във Валеджо сул Минчо, Италия), позната най-вече като Спаня, е италианска диско и поп певица, авторка на песни.
Става известна с хита Easy Lady през 1986 г., който влиза в класациите на много европейски и неевропейски страни. През 1987 г. достига второто място в британската класация с Call Me, която е все още една от най-високите позиции на италиански певец в Англия. Последната жена, спечелила Фестивалбар, тя завоюва трето място на Фестивала на италианската песен в Санремо през 1995 г. с песента Gente come noi. С над 11 милиона продадени записи, за което през 2006 г. FIMI ѝ връчва Златната плоча за кариера, тя е сред италианските изпълнители, радващи на голям търговски успех в Италия и в чужбина. През 2008 г. печели Награда „Лунеция Рок“ за албума Lola & Angiolina Project с Лоредана Берте.
След кратък престой в САЩ продължава успешната си музикална кариера в родната Италия през 90-те години на 20 век, а през 21 век записва песни и на испански и френски език.

## Музикална кариера

### Начало
Първите стъпки на Спаня в света на музиката са на 14-годишна възраст през януари 1969 г. с участието ѝ в четвъртото издание на конкурса Girogarda с песента Quando tu sorridi („Когато се усмихваш“), написана за нея от Атос Лоренцети.
През 1971 г. подписва договор с лейбъла Диски Рикорди за запис на 45 оборота с първата италианска версия на Mamy Blue на Ерберт Пагани и Юбер Жиро, и с È finita la primavera на B страна. Сингълът е неуспешен поради по-големия успех на варианта на песента, изпят от Далида. През 1972 г., след публикуването на 45 оборота с песента Ari ari, написана от Бруно Лауци, и с Dio mai на B страна, звукозаписната компания прекратява договора ѝ.
През 1970-те години Спаня пее с групата си Опера Мадре в различни дискотеки в Италия. В нея влизат брат ѝ Джорджо Тео Спаня и тогавашният ѝ партньор Алфредо Лари Пиняньоли.
В началото на 1980-те г. тя заема гласа си на успешни групи като итало диско дуо-проекта Fun Fun, а впоследствие пее със собственото си лице под псевдонимите Мираж, Барбара Йорк, Карол Кейн и Ивон Кей. Като Ивон Кей (Yvonne Kay) записва две песни, станали златни: I've got the music in me и Rise up (for my love). Междувременно е беквокалистка и авторка на песни, сред които Take me to the top на група Адванс.
През 1982 г. участва като вокалистка в хоровете на песента Mari del sud („Южни морета“) на Серджо Ендриго от едноименния му албум.

### 1980-те години
Истинският старт на нейната кариера и успех е през 1986 г., когато певицата, използвайки сценичното име Спаня, самостоятелно продуцира две денс песни на английски език: Easy Lady („Лесна жена“) и Jealousy („Ревност“), с които става международно известна. Както тя самата заявява, звукозаписната компания не инвестира много в нея, защото според тях „италианска певица, която се нарича Спаня и пее на английски, никога няма да успее“ . Въпреки това през лятото песента има добър отзвук първо във Франция, а по-късно и по радиостанциите на германския и англосаксонския свят. Така звукозаписната компания CBS Italia сключва договор с певицата, планирайки лансирането ѝ на международния музикален пазар: Easy Lady влиза в Топ 5 на европейските, френските, испанските и германските класации, и е номер 1 в Италия за 6 последователни седмици, като продава общо над 2 млн. копия.
В края на 1986 г. певицата подписва втория официален сингъл на английския певец Трейси Спенсър: Love Is Like A Game, който достига осма позиция на Най-продаваните сингли в Италия през първите седмици на 1987 г.
През 1987 г. Спаня затвърждава успеха си с новия си сингъл Call Me („Обади ми се“), който предшества първия ѝ албум Dedicated to the Moon („Посветен на луната“). Песента се нарежда на второ място в Италия и Великобритания и достига върха на Европейската класация. Предвид добрия ѝ прием Call me е изнесена в САЩ, където се нарежда на 13-о място в Класацията на Билборд за денс сингли. Общо песента продава над 2 млн. копия. Албумът Dedicated to the Moon – един от първите, отпечатан на компактдиск, достига тираж от 500 хил. копия. Други сингли от албума са Dance Dance Dance, който печели Фестивалбар през 1987 г., заглавната песен Dedicated to the Moon (първата балада, използвана от Спаня като сингъл) и Sarah.
През 1988 г. Спаня издава втория си албум You are my energy („Ти си моята енергия“), публикуван от лейбъла CBS и посветен на наскоро починалия ѝ баща. Парчетата, макар че остават в поп и диско жанра, имат по-рок звучене. Първият сингъл е Every Girl and Boy („Всяко момиче и момче“), който достига европейската Топ 5 и британската Топ 25, последвана от I wanna be your wife („Искам да бъда твоя съпруга“) – тотален диско хит на Стария континент. Последният сингъл от този албум е This Generation (IIII). Албумът включва и първите етнически експерименти на певицата, както и първия ѝ подход към социална тематика: заглавието на парчето March 10,1959 напомня за датата на завладяването на Тибет от Китай и началото на покоряването на будистката култура от комунистическата диктатура. Парчето използва ориенталски инструменти и звуци, а хоровете се изпълняват от тибетски монаси. Думите на хора са преписани в книжката на компактдиска на тибетски език. По-късно Далай Лама ѝ посвещава стихотворение, което певицата използва в песента си Words of Truth („Думи на истината“) .
През 1989 г. Спаня също така участва във Фестивала на италианската песен в Санремо като международна гостенка.

### 1990-те години
През 1990 г., подкрепена от Сони Мюзик, певицата се мести в Лос Анджелис, за да работи по новия си звукозаписен проект, чиято цел е американският звукозаписен пазар. Американците Рет Лорънс, Даян Уорън, Стивън Брей и Гай Рош сътрудничат в третия ѝ албум No Way Out („Без изход“). Първият сингъл от албума е Only Words („Само думи“), последван от ритъм енд блус песента Love at first sight („Любов от пръв поглед“), придружен от видеоклип. Промоцията на албума в САЩ завършва внезапно с решението на певицата да се завърне в Европа (години по-късно тя казва, че това е главно поради спор с бившия ѝ италиански мениджър). No Way Out достига Топ 5 в Италия, където албумът се продава в над 100 хил. копия.
През 1992 г. излиза сингълът No more words („Без повече думи“), който се използва като тематична песен на телевизионния сериал Scoop.
През 1993 г. излиза компилацията Spagna & Spagna: Greatest Hits, както в аудио, така и във VHS версия, съдържаща освен успехите на певицата нова ремиксирана версия на Easy Lady и гореспоменатата No more words.
През 1993 г. излиза последният албум на Спаня изцяло на английски език: Matter of Time („Въпрос на време“), в който, наред с други, сътрудничи и китаристът на Тина Търнър. Междувременно денс музиката се променя и от диското на 1980-те се минава към ритмите на евроденс на 1990-те. Спаня се адаптира към това и от албума ѝ излизат синглите Why me („Защо аз“) и I always dream about you („Аз винаги мечтая за теб“), които имат добър успех в италианските и европейските клубове и радиостанции и се позиционира добре в класациите за сингли („Винаги мечтая за теб“ влиза на 5 място в италианските класации за продажби само с радио промоция).
В същия период също тя е авторка на танцови проекти като Корона и S-sense.
През лятото на 1994 г. е издаден последният ѝ сингъл на английски Lady Madonna, който заема четвърто място в Класацията за сингли на Италия.
През есента на 1994 г. тя е избрана от Елтън Джон за италиански глас на неговия Circle of Life – саундтрак към филма „Цар лъв“.
През 1995 г. Спаня участва във Фестивала в Санремо с песента Gente come noi („Хора като нас“) и печели трето място. Песента достига Топ 5 на най-продаваните сингли, докато албумът Siamo in due („Двама сме“) продава над 350 хил. копия, превръщайки се в най-продавания албум на изпълнителка на годината в Италия наравно с Come Thelma & Louise на Джорджа. Следват синглите Davanti agli occhi miei („Пред очите ми“), Siamo in due и Come il cielo („Като небето“), който достига 10-а позиция в Класацията за сингли на Италия.
През 1996 г. Спаня отново участва във Фестивала в Санремо, като се класира четвърта с E io credo a te („И аз ти вярвам“). Нейният албум Lupi solitari („Самотни вълци“) е най-продаваният от целия фестивал. Той става двойно платинен само за една седмица в Италия и продава общо над 400 хил. копия, превръщайки се в най-големия търговски успех на певицата на италиански език. Вторият сингъл – заглавната песен Lupi Solitari също има голям успех, а промоцията на албума продължава с още три сингъла: Colpa del Sole („По вина на слънцето“), Ti amo („Обичам те“) и Ci sarò („Ще ме има“).
През 1996 г. Спаня печели наградата Телегато като най-добра певица.
През 1997 г. тя променя облика си. Излиза третият ѝ албум на италиански език – Indivisibili („Неделими“), който продава над 150 хил. копия. Синглите от албума Indivisibili и Dov'eri („Къде беше“) стават хитове, последвани от Fuori dal normale („Анормално“). В този момент умира майка ѝ и това съвпада с обръщането на Спаня към все по-мелодично звучене.
През 1998 г. излиза E che mai sarà – Le mie più belle canzoni: първата компилация на Спаня с най-големите ѝ хитове на италиански език. Първият сингъл от него е неиздаваната E che mai sia („И да не бъде никога“), който Спаня представя на Фестивала в Санремо същата година. Въпреки че се класира назад, песента става платинена за над 100 хил. продадени копия в Италия и е класирана на първо място в предаването Sanremo Top. Вторият сингъл Il bello della vita – World Cup Song („Хубавото на живота – Песен за световното първенство“) е избран от ФИФА за химн на Италия на Световното първенство във Франция '98 и е включен в официалната компилация на Световното първенство, издадена в различни страни. Следва летният сингъл Lay da da, с който Спаня се опитва да се доближи до по-ритмично и танцувално поп звучене.
Същата година тя печели четвъртата награда Телегато във Vota la voce („Гласувай за гласа“) като „Певица на годината“.
Също през 1998 г., заедно със Самуел Берсани, Леда Батисти и Гаетано Курери, тя участва в саундтрака на анимационния филм на Енцо Д'Алто La gabbianella e il gatto, изпълнявайки песните So volare и Il canto di Kengah.
През 1999 г. певицата записва с Марио Лавеци песента Senza catene („Без окови“) – единствената неиздавана песен от компилацията на певеца, която има добър радио успех. Тя също така пише песента One more time за Aннализа Минети.

### 2000-те години
През 2000 г. Спаня се завръща в Санремо с песента Con il tuo nome („С твоето име“), с която се класира на 12-о място. Албумът, който го съдържа, Domani („Утре“), се продава по-малко от предишните, но все пак успява да достигне 50 хил. продадени копия и е сертифициран със златен диск. Вторият сингъл от албума е Mi Amor – песен, включена в компилацията Фестивалбар същата година.
През 2001 г. по идея на Руди Дзерби се ражда проектът за диск с кавър версии и с аранжименти на Джузепе Весикио. Той има добри търговски резултати, преди всичко благодарение на успеха на сингъла Quella carezza della sera („Онази милувка на вечерта“), който печели „Диск за лятото“ през лятото на 2001 г.
През 2002 г. певицата напуска Сони Мюзик, за да се премести в новосформирания независим лейбъл B&G, с който издава албума си Woman, състоящ се от дванадесет песни, изпети на английски, испански и френски. Албумът постига добър резултат като цяло с над 100 хил. продадени копия в Италия и е сертифициран с платинения диск.
Също през 2002 г. в книжарниците излиза първата книга на Спаня Briciola, storia di un abbandono („Трохичка – история на едно изоставяне“) – приказка, която се продава в кутия с песента Restiamo insieme („Да останем заедно“), написана специално за книгата.
През 2004 г. излиза новият албум на певицата L'arte di arrangiarsi („Изкуството да се оправяш“), в който тя предлага отново някои от най-големите си хитове в преаранжиран вариант. Сингълът от албума е неиздаваната балада Dopotutto ti amo („В края на краищата те обичам“), която обаче остава почти незабелязана.
През 2005 г. B&G затваря врати и Спаня подписва нов договор с друг независим лейбъл – NAR International. Същата година тя издава новия си албум с неиздадени песни Diario di bordo („Бордов дневник“), чийто първи сингъл е A chi dice no („На когото казва не“). Албумът не е много успешен и не надхвърля номер 64 в класациите.
През 2006 г. Спаня участва за пети път във Фестивала в Санремо с песента Noi non possiamo cambiare („Не можем да се променим“). Въпреки че не стига до финала, песента постига умерен успех, влизайки в Топ 25 на Класацията на FIMI за най-продаваните сингли в Италия.
Впоследствие певицата е класирана трета в риалити шоуто на Rai 2 Music Farm, в края на което по радиото излиза новият ѝ сингъл Vorrei fossi tu („Бих искала да си ти“).
В края на годината Спаня е отличена и със Златната плоча за кариера за своите успехи и повече от десет милиона продадени копия.
През юни 2007 г. тя записва песен в Малта с Рон и с малтийски певец Тристан Би, озаглавена You raise me up.
През 2008 г. Спаня пее с Лоредана Берте на вечерта на дуетите на Фестивала в Санремо песента Musica e Parole („Музика и думи“). Дуетът, също благодарение на превъзходния ѝ външен вид, е оценен от обществеността и критиците, като взима връх на рейтинга по гледяемост. За първи път в историята на фестивала дуетът се повтаря и на следващата вечер. Двете изпълнителки записват песента в студиото и тя излиза през юни като сингъл.
На 20 февруари 2009 г. с лейбъла Едел Мюзик излиза EP-то Lola & Angiolina Project, където певицата отново си сътрудничи с Лоредана Берте. Проектът влиза на номер 26 в Класацията за най-продавани албуми на FIMI, връщайки Спаня в Топ 50 за първи път от напускането на Сони Мюзик. През лятото на 2009 г. тя печели наградата Лунеция заедно с Лоредана Берте в категория „Поетичен рок 2009“.
През ноември Спаня издава новия си албум Il cerchio della vita („Кръговратът на живота“) – компилация от кавър версии, взети от саундтрака на анимациите на Уолт Дисни, Пиксар и Дриймуъркс.
Също през 2009 г. участва заедно с много други италиански изпълнители в албума QPGA на Клаудио Балиони, пеейки в песента Tortadinonna о gonnacorta.

### 2010-те години
През февруари 2010 г. в цифров формат излиза Call Me Remake 2010, който събира нови ремиксирани версии на песните на Спаня.
На 25 май 2010 г. излиза CD-то 3 tituli – La compilation dei campioni с новия химн, посветен на ФК Интер Noi... sempre con voi (un cuore nerazzurro), написан и изпълнен от певицата. Дискът е поставен на второ място в класацията на FIMI за най-продаваните компилации в Италия.
През лятото тя представя неиздадената песен Tu, изпята по Rai Uno със Силвия Медзаноте и Джени Би и записана с други песни в благотворителна компилация.
На 8 март 2011 г. с Адзура Мюзик Спаня публикува своята автобиография, озаглавена Quasi una confessione! Tutto quello che non ho mai detto („Почти изповед! Всичко онова, което никога не съм казвала“).
На 17 януари 2012 г. излиза Four – нов албум с неиздавани песни на английски, направен в сътрудничество с музиканти като Брайън Оджър, Еумир Деодато, Доминик Милър и Лу Марини.
На 11 март 2014 г. в iTunes излиза новият ѝ сингъл The magic of love („Магията на любовта“). Той е завръщане към денс музиката на английски език. Песента дебютира в Топ 10 на най-продаваните денс сингли, достигайки пета позиция в класацията на Италия.
На 3 март 2015 г. излиза новият денс сингъл Baby Don't Go („Скъпи, не си тръгвай“), който дебютира на 8-о място в класацията на най-продаваните денс сингли на Италия. На 23 юни 2015 г. излиза още един денс сингъл – Straight To Hell, който попада в топ 50 на iTunes.
На 8 април 2016 г. излиза D.A.N.C.E. – нов сингъл на английски език, с почит към Easy Lady в текста, по случай 30-годишнината от първия ѝ успех.
На 18 ноември 2016 г. е ред на A Natale crolla il mondo („На Коледа светът рухва“) – неиздавана песен, подписана от Андреа Нардиноки, която бележи завръщането на Спаня към италианския език след няколко сингъла на английски език.
През 2016 г. тя публикува с издателство LSWR книгата Sarà capitato anche a te („Може би ти се е случвало“), която разказва необичайни епизоди от нейния живот.
На 10 май 2019 г. излиза новият ѝ сингъл Cartagena.
На 27 септември 2019 г. е обявено издаването на новия ѝ албум, озаглавен 1954 със сингъла Nessuno è come te („Никой не е като теб“).

## Личен живот
През 1992 г. Спаня се омъжва за френския модел и аранжор Патрик Дебор, с когото поддържа приятелски отношения от 8 г. Сватбата, отпразнувана в Лас Вегас, трае само една седмица.
Има връзка в продължение на 15 г. с мениджъра си Уго, но прекъсва връзката поради конфликтни отношения и изневери. Спаня няма деца.
От 2011 г. певицата е официално лице на доброволческото сдружение City Angels.
След смъртта на майка си от рак певицата мисли за самоубийство и е спасена от котката ѝ Бимба.
На 16 г. си прави пластична операция на носа, който не понася. Тя е платена от родителите ѝ, но поради липса на средства анестезията е само локална.

## Дискография

### Студийни албуми
- 1987 – Dedicated to the Moon
- 1988 – You Are My Energy
- 1991 – No Way Out
- 1993 – Matter of Time
- 1995 – Siamo in due
- 1996 – Lupi solitari
- 1997 – Indivisibili
- 2000 – Domani
- 2001 – La nostra canzone
- 2002 – Woman
- 2004 – L'arte di arrangiarsi
- 2005 – Diario di bordo
- 2006 – Diario di bordo – Voglio sdraiarmi al sole
- 2009 – Lola & Angiolina Project
- 2009 – Il cerchio della vita
- 2010 – Buon Natale
- 2012 – Four
- 2019 – 1954

### Официални компилации
- 1993 – Spagna&Spagna – Greatest Hits
- 1997 – Dance Collection (Sony Music)
- 1997 – Ballads (Sony Music)
- 1998 – E che mai sarà – Le mie più belle canzoni
- 2003– The Remix Collection Gold
- 2004 – Ivana Spagna: Le sue più belle canzoni (2 cd) (Sony Music)
- 2005 – Ivana Spagna: Flashback Collection (3 cd) (Sony Music)
- 2006 – Ivana Spagna: I grandi successi (3 cd) (Sony BMG)
- 2009 – Ivana Spagna: Flashback Collection (преизд. на компилацията от 2005)
- 2009 – Ivana Spagna
- 2011 – Semplicemente Veneta
- 2011 – Greatest Hits (Спаня) (3 Cd) (Sony BMG)
- 2012 – Un'ora con Spagna (Sony Music)
- 2013 – Ivana Spagna: I grandi successi (Azzurra Music)
- 2014 – Ivana Spagna: Remember Easy Hits (Similax)

## Литературни произведения
- „Briciola: Storia di un abbandono“ (2003) – детска аудиоприказка
- Quasi una confessione (2010)
- Sarà capitato anche a te (2017)